# En Dreng med stort Orkester
En Dreng med stort Orkester (russisk: Концерт Бетховена, translit.: Kontjert Betkhovena) er en sovjetisk film fra 1936 af Vladimir Sjmidtgof og Michail Gavronskij.

## Handling
To talentfulde drenge lærer at spille violin og forbereder sig på at stille op til Sovjetunionens mesterskaber.

## Medvirkende
- Mark Tajmanov som Janka Malevitj
- Borja Vasiljev som Vladek Korsak
- Vladimir Gardin som Malevitj
- Ljudmila Sjabalina som Zjenja
- Aleksandr Larikov som Korsak